# میگوی سرخ‌شده

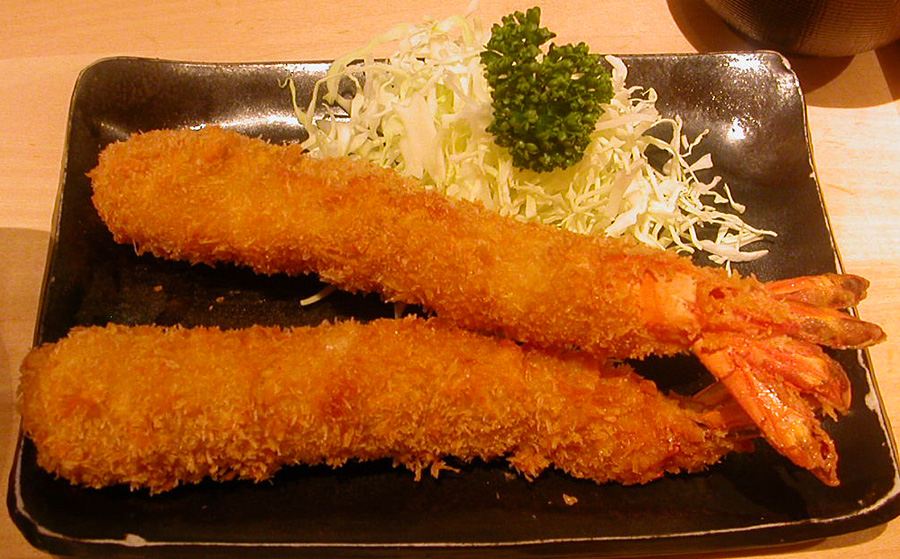
ابی‌فرای

ابی‌فرای (به ژاپنی: エビフライ Ebi fry) یکی از غذاهایی است که توسط روغن‌پزی میگو تهیه می‌شود. در ژاپن نمونهٔ غذاهای به سبک غربی به شمار می‌آید. معمولاً میگویی که انتخاب می‌شود از نوع (به انگلیسی: Marsupenaeus) است.
برای تهیه آن ابتدا پوست میگو کنده می‌شود و داخل شکم او خالی شده و برای صاف ماندن آن بعد از پخت با کارد شکاف‌های کوچک عرضی در سمت شکم ایجاد می‌شود. سپس آن را در داخل مایعی از تخم مرغ و آرد و در آخر پودر نان فرو برده و سپس در روغن داغ و فراوان سرخ می‌شود. برای چاشنی از سس ویستا به زبان ژاپنی یا (به انگلیسی: Worcestershire sauce/Worcester sauce)، سس تارتار، آبلیمو و سس سویا استفاده می‌شود.